# Оссель-Рутель
Оссель-Рутель (фр. Osselle-Routelle) — муніципалітет у Франції, у регіоні Бургундія-Франш-Конте, департамент Ду. Оссель-Рутель утворено 1 січня 2016 року шляхом злиття муніципалітетів Оссель i Рутель. Адміністративним центром муніципалітету є Оссель. Населення — 958 осіб (01.01.2021).